# Szafranów
Szafranów – wieś w Polsce położona w województwie podkarpackim, w powiecie mieleckim, w gminie Czermin.
| SIMC    | Nazwa     | Rodzaj    |
| ------- | --------- | --------- |
| 0648043 | Brnik     | część wsi |
| 0648050 | Pasmuga   | część wsi |
| 0648066 | Pietrzyki | część wsi |
| 0648072 | Podlesie  | część wsi |
| 0648089 | Podwale   | część wsi |
| 0648095 | Zalesie   | część wsi |

W latach 1975–1998 miejscowość administracyjnie należała do województwa rzeszowskiego.
Początki osadnictwa sięgają epoki neolitu (4500-1800 lat p.n.e.). W wiosce przeprowadzono badania archeologiczne, natrafiając m.in. na narzędzia z krzemienia. Wieś wzmiankowana w 1604 roku. W 1661 roku jej właścicielem był miecznik ziemi przemyskiej Stanisław Mrowiński z Mrowina. W 1853 roku istniała tu szkoła.
- Zbiornik retencyjny

W trakcie budowy. Planowana także przepompownia. Zbiornik będzie gromadził wodę spływającą z terenu gmin: Wadowice Górne i Czermin.